# Généalogie des peintres Kanō
Cette page explique l’histoire ou répertorie les différents membres de la famille Kanō.
La généalogie des peintres de l'école Kano permet de mieux comprendre comment, au sein de cette école de peinture officielle qui a irrigué l'art pictural japonais du XVIe siècle au  XIXe siècle, les générations se sont succédé au sein de ce qui était également une famille - en plus d'une école de peinture. En effet, les écoles picturales japonaises évoluaient en général par désignation d'un disciple préféré pour prendre la succession du maître (comme c'est le cas général dans l'ukiyo-e), mais beaucoup plus rarement, comme c'est pourtant ici le cas, par succession au sein d'une même famille.

## Généalogie des peintres Kanō
- Organigramme sous forme généalogique d'une partie des peintres Kanō.
- Les lignes pleines confirment la parenté. Celles en pointillé, les rapports de parenté indéfinie, à compléter si possible.

Note : Sur fond  brun, les membres de l'école Kanō. Sur fond beige clair pour les autres peintres n'appartenant pas à cette école. Les liens bleu ouvrent une page. Les liens rouge, page inexistante.
|  |  |  |  |  |  |                                                        |                                                        |                                                        |                                                        |                                                        |                                                        |  |  |                                                       |                                                       |                                                       |                                                       |                                                       |                                                       |  |  |                                                                      |                                                                      |                                                                      |                                                                      |                                                                      |                                                                      |  |  |                                                   |                                                   |                                                   |                                                   |                                                   |                                                   |  |  | Kanō Kagenobu (XVe siècle)                            |                                                       |                                                       |                                                       |                                                       |                                                       |  |  |                                                        |                                                        |                                                        |                                                        |                                                        |                                                        |  |  |                                                    |                                                    |                                                    |                                                    |                                                    |                                                    |  |  |                                                         |                                                         |                                                         |                                                         |                                                         |                                                         |  |  |  |  |  |  |  |  |  |  |  |  |  |  |  |  |  |  |  |  |  |  |  |  |  |  |
|  |  |  |  |  |  |                                                        |                                                        |                                                        |                                                        |                                                        |                                                        |  |  |                                                       |                                                       |                                                       |                                                       |                                                       |                                                       |  |  |                                                                      |                                                                      |                                                                      |                                                                      |                                                                      |                                                                      |  |  |                                                   |                                                   |                                                   |                                                   |                                                   |                                                   |  |  |                                                       |                                                       |                                                       |                                                       |                                                       |                                                       |  |  |                                                        |                                                        |                                                        |                                                        |                                                        |                                                        |  |  |                                                    |                                                    |                                                    |                                                    |                                                    |                                                    |  |  |                                                         |                                                         |                                                         |                                                         |                                                         |                                                         |  |  |  |  |  |  |  |  |  |  |  |  |  |  |  |  |  |  |  |  |  |  |  |  |  |  |
|  |  |  |  |  |  |                                                        |                                                        |                                                        |                                                        |                                                        |                                                        |  |  |                                                       |                                                       |                                                       |                                                       |                                                       |                                                       |  |  |                                                                      |                                                                      |                                                                      |                                                                      |                                                                      |                                                                      |  |  |                                                   |                                                   |                                                   |                                                   |                                                   |                                                   |  |  | Kanō Masanobu (1434-1530) Fils de Kanō Kagenobu       |                                                       |                                                       |                                                       |                                                       |                                                       |  |  |                                                        |                                                        |                                                        |                                                        |                                                        |                                                        |  |  |                                                    |                                                    |                                                    |                                                    |                                                    |                                                    |  |  |                                                         |                                                         |                                                         |                                                         |                                                         |                                                         |  |  |  |  |  |  |  |  |  |  |  |  |  |  |  |  |  |  |  |  |  |  |  |  |  |  |
|  |  |  |  |  |  |                                                        |                                                        |                                                        |                                                        |                                                        |                                                        |  |  |                                                       |                                                       |                                                       |                                                       |                                                       |                                                       |  |  |                                                                      |                                                                      |                                                                      |                                                                      |                                                                      |                                                                      |  |  |                                                   |                                                   |                                                   |                                                   |                                                   |                                                   |  |  |                                                       |                                                       |                                                       |                                                       |                                                       |                                                       |  |  |                                                        |                                                        |                                                        |                                                        |                                                        |                                                        |  |  |                                                    |                                                    |                                                    |                                                    |                                                    |                                                    |  |  |                                                         |                                                         |                                                         |                                                         |                                                         |                                                         |  |  |  |  |  |  |  |  |  |  |  |  |  |  |  |  |  |  |  |  |  |  |  |  |  |  |
|  |  |  |  |  |  |                                                        |                                                        |                                                        |                                                        |                                                        |                                                        |  |  |                                                       |                                                       |                                                       |                                                       |                                                       |                                                       |  |  |                                                                      |                                                                      |                                                                      |                                                                      |                                                                      |                                                                      |  |  |                                                   |                                                   |                                                   |                                                   |                                                   |                                                   |  |  |                                                       |                                                       |                                                       |                                                       |                                                       |                                                       |  |  |                                                        |                                                        |                                                        |                                                        |                                                        |                                                        |  |  |                                                    |                                                    |                                                    |                                                    |                                                    |                                                    |  |  |                                                         |                                                         |                                                         |                                                         |                                                         |                                                         |  |  |  |  |  |  |  |  |  |  |  |  |  |  |  |  |  |  |  |  |  |  |  |  |  |  |
|  |  |  |  |  |  |                                                        |                                                        |                                                        |                                                        |                                                        |                                                        |  |  |                                                       |                                                       |                                                       |                                                       |                                                       |                                                       |  |  |                                                                      |                                                                      |                                                                      |                                                                      |                                                                      |                                                                      |  |  | Kanō Motonobu (1476-1559) Fils de Kanō Masanobu   | Kanō Motonobu (1476-1559) Fils de Kanō Masanobu   | Kanō Motonobu (1476-1559) Fils de Kanō Masanobu   | Kanō Motonobu (1476-1559) Fils de Kanō Masanobu   | Kanō Motonobu (1476-1559) Fils de Kanō Masanobu   | Kanō Motonobu (1476-1559) Fils de Kanō Masanobu   |  |  |                                                       |                                                       |                                                       |                                                       |                                                       |                                                       |  |  | Kanō Yukinobu (1513-1575) Fils de Kanō Masanobu        | Kanō Yukinobu (1513-1575) Fils de Kanō Masanobu        | Kanō Yukinobu (1513-1575) Fils de Kanō Masanobu        | Kanō Yukinobu (1513-1575) Fils de Kanō Masanobu        | Kanō Yukinobu (1513-1575) Fils de Kanō Masanobu        | Kanō Yukinobu (1513-1575) Fils de Kanō Masanobu        |  |  |                                                    |                                                    |                                                    |                                                    |                                                    |                                                    |  |  |                                                         |                                                         |                                                         |                                                         |                                                         |                                                         |  |  |  |  |  |  |  |  |  |  |  |  |  |  |  |  |  |  |  |  |  |  |  |  |  |  |
|  |  |  |  |  |  |                                                        |                                                        |                                                        |                                                        |                                                        |                                                        |  |  |                                                       |                                                       |                                                       |                                                       |                                                       |                                                       |  |  |                                                                      |                                                                      |                                                                      |                                                                      |                                                                      |                                                                      |  |  | Kanō Motonobu (1476-1559) Fils de Kanō Masanobu   | Kanō Motonobu (1476-1559) Fils de Kanō Masanobu   | Kanō Motonobu (1476-1559) Fils de Kanō Masanobu   | Kanō Motonobu (1476-1559) Fils de Kanō Masanobu   | Kanō Motonobu (1476-1559) Fils de Kanō Masanobu   | Kanō Motonobu (1476-1559) Fils de Kanō Masanobu   |  |  |                                                       |                                                       |                                                       |                                                       |                                                       |                                                       |  |  | Kanō Yukinobu (1513-1575) Fils de Kanō Masanobu        | Kanō Yukinobu (1513-1575) Fils de Kanō Masanobu        | Kanō Yukinobu (1513-1575) Fils de Kanō Masanobu        | Kanō Yukinobu (1513-1575) Fils de Kanō Masanobu        | Kanō Yukinobu (1513-1575) Fils de Kanō Masanobu        | Kanō Yukinobu (1513-1575) Fils de Kanō Masanobu        |  |  |                                                    |                                                    |                                                    |                                                    |                                                    |                                                    |  |  |                                                         |                                                         |                                                         |                                                         |                                                         |                                                         |  |  |  |  |  |  |  |  |  |  |  |  |  |  |  |  |  |  |  |  |  |  |  |  |  |  |
|  |  |  |  |  |  |                                                        |                                                        |                                                        |                                                        |                                                        |                                                        |  |  |                                                       |                                                       |                                                       |                                                       |                                                       |                                                       |  |  |                                                                      |                                                                      |                                                                      |                                                                      |                                                                      |                                                                      |  |  |                                                   |                                                   |                                                   |                                                   |                                                   |                                                   |  |  |                                                       |                                                       |                                                       |                                                       |                                                       |                                                       |  |  |                                                        |                                                        |                                                        |                                                        |                                                        |                                                        |  |  |                                                    |                                                    |                                                    |                                                    |                                                    |                                                    |  |  |                                                         |                                                         |                                                         |                                                         |                                                         |                                                         |  |  |  |  |  |  |  |  |  |  |  |  |  |  |  |  |  |  |  |  |  |  |  |  |  |  |
|  |  |  |  |  |  |                                                        |                                                        |                                                        |                                                        |                                                        |                                                        |  |  | Kanō Hideyori (?-1557) Fils de Kanō Motonobu          | Kanō Hideyori (?-1557) Fils de Kanō Motonobu          | Kanō Hideyori (?-1557) Fils de Kanō Motonobu          | Kanō Hideyori (?-1557) Fils de Kanō Motonobu          | Kanō Hideyori (?-1557) Fils de Kanō Motonobu          | Kanō Hideyori (?-1557) Fils de Kanō Motonobu          |  |  | Kanō Munenobu (1514-1562) Fils de Kanō Motonobu                      | Kanō Munenobu (1514-1562) Fils de Kanō Motonobu                      | Kanō Munenobu (1514-1562) Fils de Kanō Motonobu                      | Kanō Munenobu (1514-1562) Fils de Kanō Motonobu                      | Kanō Munenobu (1514-1562) Fils de Kanō Motonobu                      | Kanō Munenobu (1514-1562) Fils de Kanō Motonobu                      |  |  |                                                   |                                                   |                                                   |                                                   |                                                   |                                                   |  |  | Kanō Shōei (1519-1592) Fils de Kanō Motonobu          | Kanō Shōei (1519-1592) Fils de Kanō Motonobu          | Kanō Shōei (1519-1592) Fils de Kanō Motonobu          | Kanō Shōei (1519-1592) Fils de Kanō Motonobu          | Kanō Shōei (1519-1592) Fils de Kanō Motonobu          | Kanō Shōei (1519-1592) Fils de Kanō Motonobu          |  |  |                                                        |                                                        |                                                        |                                                        |                                                        |                                                        |  |  | Kanō Ichian (?-1590) Fils présumé de Kanō Motonobu | Kanō Ichian (?-1590) Fils présumé de Kanō Motonobu | Kanō Ichian (?-1590) Fils présumé de Kanō Motonobu | Kanō Ichian (?-1590) Fils présumé de Kanō Motonobu | Kanō Ichian (?-1590) Fils présumé de Kanō Motonobu | Kanō Ichian (?-1590) Fils présumé de Kanō Motonobu |  |  | Kanō Gen-Ya (XVIe siècle) Fils présumé de Kanō Motonobu | Kanō Gen-Ya (XVIe siècle) Fils présumé de Kanō Motonobu | Kanō Gen-Ya (XVIe siècle) Fils présumé de Kanō Motonobu | Kanō Gen-Ya (XVIe siècle) Fils présumé de Kanō Motonobu | Kanō Gen-Ya (XVIe siècle) Fils présumé de Kanō Motonobu | Kanō Gen-Ya (XVIe siècle) Fils présumé de Kanō Motonobu |  |  |  |  |  |  |  |  |  |  |  |  |  |  |  |  |  |  |  |  |  |  |  |  |  |  |
|  |  |  |  |  |  |                                                        |                                                        |                                                        |                                                        |                                                        |                                                        |  |  | Kanō Hideyori (?-1557) Fils de Kanō Motonobu          | Kanō Hideyori (?-1557) Fils de Kanō Motonobu          | Kanō Hideyori (?-1557) Fils de Kanō Motonobu          | Kanō Hideyori (?-1557) Fils de Kanō Motonobu          | Kanō Hideyori (?-1557) Fils de Kanō Motonobu          | Kanō Hideyori (?-1557) Fils de Kanō Motonobu          |  |  | Kanō Munenobu (1514-1562) Fils de Kanō Motonobu                      | Kanō Munenobu (1514-1562) Fils de Kanō Motonobu                      | Kanō Munenobu (1514-1562) Fils de Kanō Motonobu                      | Kanō Munenobu (1514-1562) Fils de Kanō Motonobu                      | Kanō Munenobu (1514-1562) Fils de Kanō Motonobu                      | Kanō Munenobu (1514-1562) Fils de Kanō Motonobu                      |  |  |                                                   |                                                   |                                                   |                                                   |                                                   |                                                   |  |  | Kanō Shōei (1519-1592) Fils de Kanō Motonobu          | Kanō Shōei (1519-1592) Fils de Kanō Motonobu          | Kanō Shōei (1519-1592) Fils de Kanō Motonobu          | Kanō Shōei (1519-1592) Fils de Kanō Motonobu          | Kanō Shōei (1519-1592) Fils de Kanō Motonobu          | Kanō Shōei (1519-1592) Fils de Kanō Motonobu          |  |  |                                                        |                                                        |                                                        |                                                        |                                                        |                                                        |  |  | Kanō Ichian (?-1590) Fils présumé de Kanō Motonobu | Kanō Ichian (?-1590) Fils présumé de Kanō Motonobu | Kanō Ichian (?-1590) Fils présumé de Kanō Motonobu | Kanō Ichian (?-1590) Fils présumé de Kanō Motonobu | Kanō Ichian (?-1590) Fils présumé de Kanō Motonobu | Kanō Ichian (?-1590) Fils présumé de Kanō Motonobu |  |  | Kanō Gen-Ya (XVIe siècle) Fils présumé de Kanō Motonobu | Kanō Gen-Ya (XVIe siècle) Fils présumé de Kanō Motonobu | Kanō Gen-Ya (XVIe siècle) Fils présumé de Kanō Motonobu | Kanō Gen-Ya (XVIe siècle) Fils présumé de Kanō Motonobu | Kanō Gen-Ya (XVIe siècle) Fils présumé de Kanō Motonobu | Kanō Gen-Ya (XVIe siècle) Fils présumé de Kanō Motonobu |  |  |  |  |  |  |  |  |  |  |  |  |  |  |  |  |  |  |  |  |  |  |  |  |  |  |
|  |  |  |  |  |  |                                                        |                                                        |                                                        |                                                        |                                                        |                                                        |  |  |                                                       |                                                       |                                                       |                                                       |                                                       |                                                       |  |  |                                                                      |                                                                      |                                                                      |                                                                      |                                                                      |                                                                      |  |  |                                                   |                                                   |                                                   |                                                   |                                                   |                                                   |  |  |                                                       |                                                       |                                                       |                                                       |                                                       |                                                       |  |  |                                                        |                                                        |                                                        |                                                        |                                                        |                                                        |  |  |                                                    |                                                    |                                                    |                                                    |                                                    |                                                    |  |  |                                                         |                                                         |                                                         |                                                         |                                                         |                                                         |  |  |  |  |  |  |  |  |  |  |  |  |  |  |  |  |  |  |  |  |  |  |  |  |  |  |
|  |  |  |  |  |  |                                                        |                                                        |                                                        |                                                        |                                                        |                                                        |  |  |                                                       |                                                       |                                                       |                                                       |                                                       |                                                       |  |  |                                                                      |                                                                      |                                                                      |                                                                      |                                                                      |                                                                      |  |  | Kanō Sōshū (1551-1601) Fils de Kanō Shōei         | Kanō Sōshū (1551-1601) Fils de Kanō Shōei         | Kanō Sōshū (1551-1601) Fils de Kanō Shōei         | Kanō Sōshū (1551-1601) Fils de Kanō Shōei         | Kanō Sōshū (1551-1601) Fils de Kanō Shōei         | Kanō Sōshū (1551-1601) Fils de Kanō Shōei         |  |  | Kanō Eitoku (1543-1590) Fils de Kanō Shōei            | Kanō Eitoku (1543-1590) Fils de Kanō Shōei            | Kanō Eitoku (1543-1590) Fils de Kanō Shōei            | Kanō Eitoku (1543-1590) Fils de Kanō Shōei            | Kanō Eitoku (1543-1590) Fils de Kanō Shōei            | Kanō Eitoku (1543-1590) Fils de Kanō Shōei            |  |  | Kanō Naganobu (1577-1654) Fils de Kanō Shōei           | Kanō Naganobu (1577-1654) Fils de Kanō Shōei           | Kanō Naganobu (1577-1654) Fils de Kanō Shōei           | Kanō Naganobu (1577-1654) Fils de Kanō Shōei           | Kanō Naganobu (1577-1654) Fils de Kanō Shōei           | Kanō Naganobu (1577-1654) Fils de Kanō Shōei           |  |  | Kanō Ichiō (1550-1617) Fils de Kanō Ichian         | Kanō Ichiō (1550-1617) Fils de Kanō Ichian         | Kanō Ichiō (1550-1617) Fils de Kanō Ichian         | Kanō Ichiō (1550-1617) Fils de Kanō Ichian         | Kanō Ichiō (1550-1617) Fils de Kanō Ichian         | Kanō Ichiō (1550-1617) Fils de Kanō Ichian         |  |  |                                                         |                                                         |                                                         |                                                         |                                                         |                                                         |  |  |  |  |  |  |  |  |  |  |  |  |  |  |  |  |  |  |  |  |  |  |  |  |  |  |
|  |  |  |  |  |  |                                                        |                                                        |                                                        |                                                        |                                                        |                                                        |  |  |                                                       |                                                       |                                                       |                                                       |                                                       |                                                       |  |  |                                                                      |                                                                      |                                                                      |                                                                      |                                                                      |                                                                      |  |  | Kanō Sōshū (1551-1601) Fils de Kanō Shōei         | Kanō Sōshū (1551-1601) Fils de Kanō Shōei         | Kanō Sōshū (1551-1601) Fils de Kanō Shōei         | Kanō Sōshū (1551-1601) Fils de Kanō Shōei         | Kanō Sōshū (1551-1601) Fils de Kanō Shōei         | Kanō Sōshū (1551-1601) Fils de Kanō Shōei         |  |  | Kanō Eitoku (1543-1590) Fils de Kanō Shōei            | Kanō Eitoku (1543-1590) Fils de Kanō Shōei            | Kanō Eitoku (1543-1590) Fils de Kanō Shōei            | Kanō Eitoku (1543-1590) Fils de Kanō Shōei            | Kanō Eitoku (1543-1590) Fils de Kanō Shōei            | Kanō Eitoku (1543-1590) Fils de Kanō Shōei            |  |  | Kanō Naganobu (1577-1654) Fils de Kanō Shōei           | Kanō Naganobu (1577-1654) Fils de Kanō Shōei           | Kanō Naganobu (1577-1654) Fils de Kanō Shōei           | Kanō Naganobu (1577-1654) Fils de Kanō Shōei           | Kanō Naganobu (1577-1654) Fils de Kanō Shōei           | Kanō Naganobu (1577-1654) Fils de Kanō Shōei           |  |  | Kanō Ichiō (1550-1617) Fils de Kanō Ichian         | Kanō Ichiō (1550-1617) Fils de Kanō Ichian         | Kanō Ichiō (1550-1617) Fils de Kanō Ichian         | Kanō Ichiō (1550-1617) Fils de Kanō Ichian         | Kanō Ichiō (1550-1617) Fils de Kanō Ichian         | Kanō Ichiō (1550-1617) Fils de Kanō Ichian         |  |  |                                                         |                                                         |                                                         |                                                         |                                                         |                                                         |  |  |  |  |  |  |  |  |  |  |  |  |  |  |  |  |  |  |  |  |  |  |  |  |  |  |
|  |  |  |  |  |  |                                                        |                                                        |                                                        |                                                        |                                                        |                                                        |  |  |                                                       |                                                       |                                                       |                                                       |                                                       |                                                       |  |  |                                                                      |                                                                      |                                                                      |                                                                      |                                                                      |                                                                      |  |  |                                                   |                                                   |                                                   |                                                   |                                                   |                                                   |  |  |                                                       |                                                       |                                                       |                                                       |                                                       |                                                       |  |  |                                                        |                                                        |                                                        |                                                        |                                                        |                                                        |  |  |                                                    |                                                    |                                                    |                                                    |                                                    |                                                    |  |  |                                                         |                                                         |                                                         |                                                         |                                                         |                                                         |  |  |  |  |  |  |  |  |  |  |  |  |  |  |  |  |  |  |  |  |  |  |  |  |  |  |
|  |  |  |  |  |  |                                                        |                                                        |                                                        |                                                        |                                                        |                                                        |  |  |                                                       |                                                       |                                                       |                                                       |                                                       |                                                       |  |  | Kanō Takanobu (1571-1618) Fils de Kanō Eitoku                        | Kanō Takanobu (1571-1618) Fils de Kanō Eitoku                        | Kanō Takanobu (1571-1618) Fils de Kanō Eitoku                        | Kanō Takanobu (1571-1618) Fils de Kanō Eitoku                        | Kanō Takanobu (1571-1618) Fils de Kanō Eitoku                        | Kanō Takanobu (1571-1618) Fils de Kanō Eitoku                        |  |  |                                                   |                                                   |                                                   |                                                   |                                                   |                                                   |  |  | Kanō Mitsunobu (1565-1608) Fils de Kanō Eitoku        | Kanō Mitsunobu (1565-1608) Fils de Kanō Eitoku        | Kanō Mitsunobu (1565-1608) Fils de Kanō Eitoku        | Kanō Mitsunobu (1565-1608) Fils de Kanō Eitoku        | Kanō Mitsunobu (1565-1608) Fils de Kanō Eitoku        | Kanō Mitsunobu (1565-1608) Fils de Kanō Eitoku        |  |  | Kanō Sanraku (1559-1635) Fils adoptif de Kanō Eitoku   | Kanō Sanraku (1559-1635) Fils adoptif de Kanō Eitoku   | Kanō Sanraku (1559-1635) Fils adoptif de Kanō Eitoku   | Kanō Sanraku (1559-1635) Fils adoptif de Kanō Eitoku   | Kanō Sanraku (1559-1635) Fils adoptif de Kanō Eitoku   | Kanō Sanraku (1559-1635) Fils adoptif de Kanō Eitoku   |  |  | Kanō Shūshin XVIIe – XVIIIe siècles                | Kanō Shūshin XVIIe – XVIIIe siècles                | Kanō Shūshin XVIIe – XVIIIe siècles                | Kanō Shūshin XVIIe – XVIIIe siècles                | Kanō Shūshin XVIIe – XVIIIe siècles                | Kanō Shūshin XVIIe – XVIIIe siècles                |  |  |                                                         |                                                         |                                                         |                                                         |                                                         |                                                         |  |  |  |  |  |  |  |  |  |  |  |  |  |  |  |  |  |  |  |  |  |  |  |  |  |  |
|  |  |  |  |  |  |                                                        |                                                        |                                                        |                                                        |                                                        |                                                        |  |  |                                                       |                                                       |                                                       |                                                       |                                                       |                                                       |  |  | Kanō Takanobu (1571-1618) Fils de Kanō Eitoku                        | Kanō Takanobu (1571-1618) Fils de Kanō Eitoku                        | Kanō Takanobu (1571-1618) Fils de Kanō Eitoku                        | Kanō Takanobu (1571-1618) Fils de Kanō Eitoku                        | Kanō Takanobu (1571-1618) Fils de Kanō Eitoku                        | Kanō Takanobu (1571-1618) Fils de Kanō Eitoku                        |  |  |                                                   |                                                   |                                                   |                                                   |                                                   |                                                   |  |  | Kanō Mitsunobu (1565-1608) Fils de Kanō Eitoku        | Kanō Mitsunobu (1565-1608) Fils de Kanō Eitoku        | Kanō Mitsunobu (1565-1608) Fils de Kanō Eitoku        | Kanō Mitsunobu (1565-1608) Fils de Kanō Eitoku        | Kanō Mitsunobu (1565-1608) Fils de Kanō Eitoku        | Kanō Mitsunobu (1565-1608) Fils de Kanō Eitoku        |  |  | Kanō Sanraku (1559-1635) Fils adoptif de Kanō Eitoku   | Kanō Sanraku (1559-1635) Fils adoptif de Kanō Eitoku   | Kanō Sanraku (1559-1635) Fils adoptif de Kanō Eitoku   | Kanō Sanraku (1559-1635) Fils adoptif de Kanō Eitoku   | Kanō Sanraku (1559-1635) Fils adoptif de Kanō Eitoku   | Kanō Sanraku (1559-1635) Fils adoptif de Kanō Eitoku   |  |  | Kanō Shūshin XVIIe – XVIIIe siècles                | Kanō Shūshin XVIIe – XVIIIe siècles                | Kanō Shūshin XVIIe – XVIIIe siècles                | Kanō Shūshin XVIIe – XVIIIe siècles                | Kanō Shūshin XVIIe – XVIIIe siècles                | Kanō Shūshin XVIIe – XVIIIe siècles                |  |  |                                                         |                                                         |                                                         |                                                         |                                                         |                                                         |  |  |  |  |  |  |  |  |  |  |  |  |  |  |  |  |  |  |  |  |  |  |  |  |  |  |
|  |  |  |  |  |  |                                                        |                                                        |                                                        |                                                        |                                                        |                                                        |  |  |                                                       |                                                       |                                                       |                                                       |                                                       |                                                       |  |  |                                                                      |                                                                      |                                                                      |                                                                      |                                                                      |                                                                      |  |  |                                                   |                                                   |                                                   |                                                   |                                                   |                                                   |  |  |                                                       |                                                       |                                                       |                                                       |                                                       |                                                       |  |  |                                                        |                                                        |                                                        |                                                        |                                                        |                                                        |  |  |                                                    |                                                    |                                                    |                                                    |                                                    |                                                    |  |  |                                                         |                                                         |                                                         |                                                         |                                                         |                                                         |  |  |  |  |  |  |  |  |  |  |  |  |  |  |  |  |  |  |  |  |  |  |  |  |  |  |
|  |  |  |  |  |  | Kanō Yasunobu (1613-1685) Fils de Kanō Takanobu        | Kanō Yasunobu (1613-1685) Fils de Kanō Takanobu        | Kanō Yasunobu (1613-1685) Fils de Kanō Takanobu        | Kanō Yasunobu (1613-1685) Fils de Kanō Takanobu        | Kanō Yasunobu (1613-1685) Fils de Kanō Takanobu        | Kanō Yasunobu (1613-1685) Fils de Kanō Takanobu        |  |  | Kanō Naonobu (1607-1650) Fils de Kanō Takanobu        | Kanō Naonobu (1607-1650) Fils de Kanō Takanobu        | Kanō Naonobu (1607-1650) Fils de Kanō Takanobu        | Kanō Naonobu (1607-1650) Fils de Kanō Takanobu        | Kanō Naonobu (1607-1650) Fils de Kanō Takanobu        | Kanō Naonobu (1607-1650) Fils de Kanō Takanobu        |  |  | Kanō Tannyū (1602-1674) Fils de Kanō Takanobu                        | Kanō Tannyū (1602-1674) Fils de Kanō Takanobu                        | Kanō Tannyū (1602-1674) Fils de Kanō Takanobu                        | Kanō Tannyū (1602-1674) Fils de Kanō Takanobu                        | Kanō Tannyū (1602-1674) Fils de Kanō Takanobu                        | Kanō Tannyū (1602-1674) Fils de Kanō Takanobu                        |  |  | Kanō Kōi (?-1636) Fils de Kanō Mitsunobu          | Kanō Kōi (?-1636) Fils de Kanō Mitsunobu          | Kanō Kōi (?-1636) Fils de Kanō Mitsunobu          | Kanō Kōi (?-1636) Fils de Kanō Mitsunobu          | Kanō Kōi (?-1636) Fils de Kanō Mitsunobu          | Kanō Kōi (?-1636) Fils de Kanō Mitsunobu          |  |  | Kanō Sadanobu (1597-1623) Fils de Kanō Mitsunobu      | Kanō Sadanobu (1597-1623) Fils de Kanō Mitsunobu      | Kanō Sadanobu (1597-1623) Fils de Kanō Mitsunobu      | Kanō Sadanobu (1597-1623) Fils de Kanō Mitsunobu      | Kanō Sadanobu (1597-1623) Fils de Kanō Mitsunobu      | Kanō Sadanobu (1597-1623) Fils de Kanō Mitsunobu      |  |  | Kanō Sansetsu (1590-1651) fils adoptif de Kanō Sanraku | Kanō Sansetsu (1590-1651) fils adoptif de Kanō Sanraku | Kanō Sansetsu (1590-1651) fils adoptif de Kanō Sanraku | Kanō Sansetsu (1590-1651) fils adoptif de Kanō Sanraku | Kanō Sansetsu (1590-1651) fils adoptif de Kanō Sanraku | Kanō Sansetsu (1590-1651) fils adoptif de Kanō Sanraku |  |  |                                                    |                                                    |                                                    |                                                    |                                                    |                                                    |  |  |                                                         |                                                         |                                                         |                                                         |                                                         |                                                         |  |  |  |  |  |  |  |  |  |  |  |  |  |  |  |  |  |  |  |  |  |  |  |  |  |  |
|  |  |  |  |  |  | Kanō Yasunobu (1613-1685) Fils de Kanō Takanobu        | Kanō Yasunobu (1613-1685) Fils de Kanō Takanobu        | Kanō Yasunobu (1613-1685) Fils de Kanō Takanobu        | Kanō Yasunobu (1613-1685) Fils de Kanō Takanobu        | Kanō Yasunobu (1613-1685) Fils de Kanō Takanobu        | Kanō Yasunobu (1613-1685) Fils de Kanō Takanobu        |  |  | Kanō Naonobu (1607-1650) Fils de Kanō Takanobu        | Kanō Naonobu (1607-1650) Fils de Kanō Takanobu        | Kanō Naonobu (1607-1650) Fils de Kanō Takanobu        | Kanō Naonobu (1607-1650) Fils de Kanō Takanobu        | Kanō Naonobu (1607-1650) Fils de Kanō Takanobu        | Kanō Naonobu (1607-1650) Fils de Kanō Takanobu        |  |  | Kanō Tannyū (1602-1674) Fils de Kanō Takanobu                        | Kanō Tannyū (1602-1674) Fils de Kanō Takanobu                        | Kanō Tannyū (1602-1674) Fils de Kanō Takanobu                        | Kanō Tannyū (1602-1674) Fils de Kanō Takanobu                        | Kanō Tannyū (1602-1674) Fils de Kanō Takanobu                        | Kanō Tannyū (1602-1674) Fils de Kanō Takanobu                        |  |  | Kanō Kōi (?-1636) Fils de Kanō Mitsunobu          | Kanō Kōi (?-1636) Fils de Kanō Mitsunobu          | Kanō Kōi (?-1636) Fils de Kanō Mitsunobu          | Kanō Kōi (?-1636) Fils de Kanō Mitsunobu          | Kanō Kōi (?-1636) Fils de Kanō Mitsunobu          | Kanō Kōi (?-1636) Fils de Kanō Mitsunobu          |  |  | Kanō Sadanobu (1597-1623) Fils de Kanō Mitsunobu      | Kanō Sadanobu (1597-1623) Fils de Kanō Mitsunobu      | Kanō Sadanobu (1597-1623) Fils de Kanō Mitsunobu      | Kanō Sadanobu (1597-1623) Fils de Kanō Mitsunobu      | Kanō Sadanobu (1597-1623) Fils de Kanō Mitsunobu      | Kanō Sadanobu (1597-1623) Fils de Kanō Mitsunobu      |  |  | Kanō Sansetsu (1590-1651) fils adoptif de Kanō Sanraku | Kanō Sansetsu (1590-1651) fils adoptif de Kanō Sanraku | Kanō Sansetsu (1590-1651) fils adoptif de Kanō Sanraku | Kanō Sansetsu (1590-1651) fils adoptif de Kanō Sanraku | Kanō Sansetsu (1590-1651) fils adoptif de Kanō Sanraku | Kanō Sansetsu (1590-1651) fils adoptif de Kanō Sanraku |  |  |                                                    |                                                    |                                                    |                                                    |                                                    |                                                    |  |  |                                                         |                                                         |                                                         |                                                         |                                                         |                                                         |  |  |  |  |  |  |  |  |  |  |  |  |  |  |  |  |  |  |  |  |  |  |  |  |  |  |
|  |  |  |  |  |  |                                                        |                                                        |                                                        |                                                        |                                                        |                                                        |  |  |                                                       |                                                       |                                                       |                                                       |                                                       |                                                       |  |  |                                                                      |                                                                      |                                                                      |                                                                      |                                                                      |                                                                      |  |  |                                                   |                                                   |                                                   |                                                   |                                                   |                                                   |  |  |                                                       |                                                       |                                                       |                                                       |                                                       |                                                       |  |  |                                                        |                                                        |                                                        |                                                        |                                                        |                                                        |  |  |                                                    |                                                    |                                                    |                                                    |                                                    |                                                    |  |  |                                                         |                                                         |                                                         |                                                         |                                                         |                                                         |  |  |  |  |  |  |  |  |  |  |  |  |  |  |  |  |  |  |  |  |  |  |  |  |  |  |
|  |  |  |  |  |  | Kanō Minenobu (1662-1708) Fils présumé de Kanō Naonobu | Kanō Minenobu (1662-1708) Fils présumé de Kanō Naonobu | Kanō Minenobu (1662-1708) Fils présumé de Kanō Naonobu | Kanō Minenobu (1662-1708) Fils présumé de Kanō Naonobu | Kanō Minenobu (1662-1708) Fils présumé de Kanō Naonobu | Kanō Minenobu (1662-1708) Fils présumé de Kanō Naonobu |  |  | Kanō Tsunenobu (1636-1713) Fils de Kanō Naonobu       | Kanō Tsunenobu (1636-1713) Fils de Kanō Naonobu       | Kanō Tsunenobu (1636-1713) Fils de Kanō Naonobu       | Kanō Tsunenobu (1636-1713) Fils de Kanō Naonobu       | Kanō Tsunenobu (1636-1713) Fils de Kanō Naonobu       | Kanō Tsunenobu (1636-1713) Fils de Kanō Naonobu       |  |  | Kanō Tōun (1625-1694) Fils adoptif de Kanō Tannyū                    | Kanō Tōun (1625-1694) Fils adoptif de Kanō Tannyū                    | Kanō Tōun (1625-1694) Fils adoptif de Kanō Tannyū                    | Kanō Tōun (1625-1694) Fils adoptif de Kanō Tannyū                    | Kanō Tōun (1625-1694) Fils adoptif de Kanō Tannyū                    | Kanō Tōun (1625-1694) Fils adoptif de Kanō Tannyū                    |  |  | Kanō Kōya (?-1672) Fils de Kanō Kōi               | Kanō Kōya (?-1672) Fils de Kanō Kōi               | Kanō Kōya (?-1672) Fils de Kanō Kōi               | Kanō Kōya (?-1672) Fils de Kanō Kōi               | Kanō Kōya (?-1672) Fils de Kanō Kōi               | Kanō Kōya (?-1672) Fils de Kanō Kōi               |  |  |                                                       |                                                       |                                                       |                                                       |                                                       |                                                       |  |  | Kanō Einō (1634-1700) Fils de Kanō Sansetsu            | Kanō Einō (1634-1700) Fils de Kanō Sansetsu            | Kanō Einō (1634-1700) Fils de Kanō Sansetsu            | Kanō Einō (1634-1700) Fils de Kanō Sansetsu            | Kanō Einō (1634-1700) Fils de Kanō Sansetsu            | Kanō Einō (1634-1700) Fils de Kanō Sansetsu            |  |  |                                                    |                                                    |                                                    |                                                    |                                                    |                                                    |  |  |                                                         |                                                         |                                                         |                                                         |                                                         |                                                         |  |  |  |  |  |  |  |  |  |  |  |  |  |  |  |  |  |  |  |  |  |  |  |  |  |  |
|  |  |  |  |  |  | Kanō Minenobu (1662-1708) Fils présumé de Kanō Naonobu | Kanō Minenobu (1662-1708) Fils présumé de Kanō Naonobu | Kanō Minenobu (1662-1708) Fils présumé de Kanō Naonobu | Kanō Minenobu (1662-1708) Fils présumé de Kanō Naonobu | Kanō Minenobu (1662-1708) Fils présumé de Kanō Naonobu | Kanō Minenobu (1662-1708) Fils présumé de Kanō Naonobu |  |  | Kanō Tsunenobu (1636-1713) Fils de Kanō Naonobu       | Kanō Tsunenobu (1636-1713) Fils de Kanō Naonobu       | Kanō Tsunenobu (1636-1713) Fils de Kanō Naonobu       | Kanō Tsunenobu (1636-1713) Fils de Kanō Naonobu       | Kanō Tsunenobu (1636-1713) Fils de Kanō Naonobu       | Kanō Tsunenobu (1636-1713) Fils de Kanō Naonobu       |  |  | Kanō Tōun (1625-1694) Fils adoptif de Kanō Tannyū                    | Kanō Tōun (1625-1694) Fils adoptif de Kanō Tannyū                    | Kanō Tōun (1625-1694) Fils adoptif de Kanō Tannyū                    | Kanō Tōun (1625-1694) Fils adoptif de Kanō Tannyū                    | Kanō Tōun (1625-1694) Fils adoptif de Kanō Tannyū                    | Kanō Tōun (1625-1694) Fils adoptif de Kanō Tannyū                    |  |  | Kanō Kōya (?-1672) Fils de Kanō Kōi               | Kanō Kōya (?-1672) Fils de Kanō Kōi               | Kanō Kōya (?-1672) Fils de Kanō Kōi               | Kanō Kōya (?-1672) Fils de Kanō Kōi               | Kanō Kōya (?-1672) Fils de Kanō Kōi               | Kanō Kōya (?-1672) Fils de Kanō Kōi               |  |  |                                                       |                                                       |                                                       |                                                       |                                                       |                                                       |  |  | Kanō Einō (1634-1700) Fils de Kanō Sansetsu            | Kanō Einō (1634-1700) Fils de Kanō Sansetsu            | Kanō Einō (1634-1700) Fils de Kanō Sansetsu            | Kanō Einō (1634-1700) Fils de Kanō Sansetsu            | Kanō Einō (1634-1700) Fils de Kanō Sansetsu            | Kanō Einō (1634-1700) Fils de Kanō Sansetsu            |  |  |                                                    |                                                    |                                                    |                                                    |                                                    |                                                    |  |  |                                                         |                                                         |                                                         |                                                         |                                                         |                                                         |  |  |  |  |  |  |  |  |  |  |  |  |  |  |  |  |  |  |  |  |  |  |  |  |  |  |
|  |  |  |  |  |  |                                                        |                                                        |                                                        |                                                        |                                                        |                                                        |  |  |                                                       |                                                       |                                                       |                                                       |                                                       |                                                       |  |  | Kanō Tōshun (?-1723) beau-fils de Kanō Tōun petit-fils deKanō Tannyū | Kanō Tōshun (?-1723) beau-fils de Kanō Tōun petit-fils deKanō Tannyū | Kanō Tōshun (?-1723) beau-fils de Kanō Tōun petit-fils deKanō Tannyū | Kanō Tōshun (?-1723) beau-fils de Kanō Tōun petit-fils deKanō Tannyū | Kanō Tōshun (?-1723) beau-fils de Kanō Tōun petit-fils deKanō Tannyū | Kanō Tōshun (?-1723) beau-fils de Kanō Tōun petit-fils deKanō Tannyū |  |  |                                                   |                                                   |                                                   |                                                   |                                                   |                                                   |  |  |                                                       |                                                       |                                                       |                                                       |                                                       |                                                       |  |  |                                                        |                                                        |                                                        |                                                        |                                                        |                                                        |  |  | Kanō Eisen (1696-1731) Fils de Kanō Shūshin        | Kanō Eisen (1696-1731) Fils de Kanō Shūshin        | Kanō Eisen (1696-1731) Fils de Kanō Shūshin        | Kanō Eisen (1696-1731) Fils de Kanō Shūshin        | Kanō Eisen (1696-1731) Fils de Kanō Shūshin        | Kanō Eisen (1696-1731) Fils de Kanō Shūshin        |  |  |                                                         |                                                         |                                                         |                                                         |                                                         |                                                         |  |  |  |  |  |  |  |  |  |  |  |  |  |  |  |  |  |  |  |  |  |  |  |  |  |  |
|  |  |  |  |  |  |                                                        |                                                        |                                                        |                                                        |                                                        |                                                        |  |  |                                                       |                                                       |                                                       |                                                       |                                                       |                                                       |  |  | Kanō Tōshun (?-1723) beau-fils de Kanō Tōun petit-fils deKanō Tannyū | Kanō Tōshun (?-1723) beau-fils de Kanō Tōun petit-fils deKanō Tannyū | Kanō Tōshun (?-1723) beau-fils de Kanō Tōun petit-fils deKanō Tannyū | Kanō Tōshun (?-1723) beau-fils de Kanō Tōun petit-fils deKanō Tannyū | Kanō Tōshun (?-1723) beau-fils de Kanō Tōun petit-fils deKanō Tannyū | Kanō Tōshun (?-1723) beau-fils de Kanō Tōun petit-fils deKanō Tannyū |  |  |                                                   |                                                   |                                                   |                                                   |                                                   |                                                   |  |  |                                                       |                                                       |                                                       |                                                       |                                                       |                                                       |  |  |                                                        |                                                        |                                                        |                                                        |                                                        |                                                        |  |  | Kanō Eisen (1696-1731) Fils de Kanō Shūshin        | Kanō Eisen (1696-1731) Fils de Kanō Shūshin        | Kanō Eisen (1696-1731) Fils de Kanō Shūshin        | Kanō Eisen (1696-1731) Fils de Kanō Shūshin        | Kanō Eisen (1696-1731) Fils de Kanō Shūshin        | Kanō Eisen (1696-1731) Fils de Kanō Shūshin        |  |  |                                                         |                                                         |                                                         |                                                         |                                                         |                                                         |  |  |  |  |  |  |  |  |  |  |  |  |  |  |  |  |  |  |  |  |  |  |  |  |  |  |
|  |  |  |  |  |  |                                                        |                                                        |                                                        |                                                        |                                                        |                                                        |  |  |                                                       |                                                       |                                                       |                                                       |                                                       |                                                       |  |  |                                                                      |                                                                      |                                                                      |                                                                      |                                                                      |                                                                      |  |  |                                                   |                                                   |                                                   |                                                   |                                                   |                                                   |  |  |                                                       |                                                       |                                                       |                                                       |                                                       |                                                       |  |  |                                                        |                                                        |                                                        |                                                        |                                                        |                                                        |  |  |                                                    |                                                    |                                                    |                                                    |                                                    |                                                    |  |  |                                                         |                                                         |                                                         |                                                         |                                                         |                                                         |  |  |  |  |  |  |  |  |  |  |  |  |  |  |  |  |  |  |  |  |  |  |  |  |  |  |
|  |  |  |  |  |  | Kanō Tōshun Yoshinobu (1747-1797) Apparenté→           | Kanō Tōshun Yoshinobu (1747-1797) Apparenté→           | Kanō Tōshun Yoshinobu (1747-1797) Apparenté→           | Kanō Tōshun Yoshinobu (1747-1797) Apparenté→           | Kanō Tōshun Yoshinobu (1747-1797) Apparenté→           | Kanō Tōshun Yoshinobu (1747-1797) Apparenté→           |  |  | Kanō Sukenobu (1730-1790) ←Apparenté→                 | Kanō Sukenobu (1730-1790) ←Apparenté→                 | Kanō Sukenobu (1730-1790) ←Apparenté→                 | Kanō Sukenobu (1730-1790) ←Apparenté→                 | Kanō Sukenobu (1730-1790) ←Apparenté→                 | Kanō Sukenobu (1730-1790) ←Apparenté→                 |  |  | Kanō Korenobu XVIIIe – XIXe siècles ←apparenté                       | Kanō Korenobu XVIIIe – XIXe siècles ←apparenté                       | Kanō Korenobu XVIIIe – XIXe siècles ←apparenté                       | Kanō Korenobu XVIIIe – XIXe siècles ←apparenté                       | Kanō Korenobu XVIIIe – XIXe siècles ←apparenté                       | Kanō Korenobu XVIIIe – XIXe siècles ←apparenté                       |  |  |                                                   |                                                   |                                                   |                                                   |                                                   |                                                   |  |  |                                                       |                                                       |                                                       |                                                       |                                                       |                                                       |  |  |                                                        |                                                        |                                                        |                                                        |                                                        |                                                        |  |  |                                                    |                                                    |                                                    |                                                    |                                                    |                                                    |  |  |                                                         |                                                         |                                                         |                                                         |                                                         |                                                         |  |  |  |  |  |  |  |  |  |  |  |  |  |  |  |  |  |  |  |  |  |  |  |  |  |  |
|  |  |  |  |  |  | Kanō Tōshun Yoshinobu (1747-1797) Apparenté→           | Kanō Tōshun Yoshinobu (1747-1797) Apparenté→           | Kanō Tōshun Yoshinobu (1747-1797) Apparenté→           | Kanō Tōshun Yoshinobu (1747-1797) Apparenté→           | Kanō Tōshun Yoshinobu (1747-1797) Apparenté→           | Kanō Tōshun Yoshinobu (1747-1797) Apparenté→           |  |  | Kanō Sukenobu (1730-1790) ←Apparenté→                 | Kanō Sukenobu (1730-1790) ←Apparenté→                 | Kanō Sukenobu (1730-1790) ←Apparenté→                 | Kanō Sukenobu (1730-1790) ←Apparenté→                 | Kanō Sukenobu (1730-1790) ←Apparenté→                 | Kanō Sukenobu (1730-1790) ←Apparenté→                 |  |  | Kanō Korenobu XVIIIe – XIXe siècles ←apparenté                       | Kanō Korenobu XVIIIe – XIXe siècles ←apparenté                       | Kanō Korenobu XVIIIe – XIXe siècles ←apparenté                       | Kanō Korenobu XVIIIe – XIXe siècles ←apparenté                       | Kanō Korenobu XVIIIe – XIXe siècles ←apparenté                       | Kanō Korenobu XVIIIe – XIXe siècles ←apparenté                       |  |  |                                                   |                                                   |                                                   |                                                   |                                                   |                                                   |  |  |                                                       |                                                       |                                                       |                                                       |                                                       |                                                       |  |  |                                                        |                                                        |                                                        |                                                        |                                                        |                                                        |  |  |                                                    |                                                    |                                                    |                                                    |                                                    |                                                    |  |  |                                                         |                                                         |                                                         |                                                         |                                                         |                                                         |  |  |  |  |  |  |  |  |  |  |  |  |  |  |  |  |  |  |  |  |  |  |  |  |  |  |
|  |  |  |  |  |  |                                                        |                                                        |                                                        |                                                        |                                                        |                                                        |  |  |                                                       |                                                       |                                                       |                                                       |                                                       |                                                       |  |  |                                                                      |                                                                      |                                                                      |                                                                      |                                                                      |                                                                      |  |  |                                                   |                                                   |                                                   |                                                   |                                                   |                                                   |  |  |                                                       |                                                       |                                                       |                                                       |                                                       |                                                       |  |  |                                                        |                                                        |                                                        |                                                        |                                                        |                                                        |  |  |                                                    |                                                    |                                                    |                                                    |                                                    |                                                    |  |  |                                                         |                                                         |                                                         |                                                         |                                                         |                                                         |  |  |  |  |  |  |  |  |  |  |  |  |  |  |  |  |  |  |  |  |  |  |  |  |  |  |
|  |  |  |  |  |  |                                                        |                                                        |                                                        |                                                        |                                                        |                                                        |  |  | Gion Nankai (1676-1751) appelé Shōun père de Kazanobu | Gion Nankai (1676-1751) appelé Shōun père de Kazanobu | Gion Nankai (1676-1751) appelé Shōun père de Kazanobu | Gion Nankai (1676-1751) appelé Shōun père de Kazanobu | Gion Nankai (1676-1751) appelé Shōun père de Kazanobu | Gion Nankai (1676-1751) appelé Shōun père de Kazanobu |  |  | Kanō Isen (1775-1828) Fils de Kanō Korenobu                          | Kanō Isen (1775-1828) Fils de Kanō Korenobu                          | Kanō Isen (1775-1828) Fils de Kanō Korenobu                          | Kanō Isen (1775-1828) Fils de Kanō Korenobu                          | Kanō Isen (1775-1828) Fils de Kanō Korenobu                          | Kanō Isen (1775-1828) Fils de Kanō Korenobu                          |  |  | Kanō Tōeki (?-1841) Fils présumé de Kanō Korenobu | Kanō Tōeki (?-1841) Fils présumé de Kanō Korenobu | Kanō Tōeki (?-1841) Fils présumé de Kanō Korenobu | Kanō Tōeki (?-1841) Fils présumé de Kanō Korenobu | Kanō Tōeki (?-1841) Fils présumé de Kanō Korenobu | Kanō Tōeki (?-1841) Fils présumé de Kanō Korenobu |  |  | Kanō Yōshin (1796-1846) Fils présumé de Kanō Korenobu | Kanō Yōshin (1796-1846) Fils présumé de Kanō Korenobu | Kanō Yōshin (1796-1846) Fils présumé de Kanō Korenobu | Kanō Yōshin (1796-1846) Fils présumé de Kanō Korenobu | Kanō Yōshin (1796-1846) Fils présumé de Kanō Korenobu | Kanō Yōshin (1796-1846) Fils présumé de Kanō Korenobu |  |  | Seiko Tani (XIXe siècle) père de Kanō Hōgai            | Seiko Tani (XIXe siècle) père de Kanō Hōgai            | Seiko Tani (XIXe siècle) père de Kanō Hōgai            | Seiko Tani (XIXe siècle) père de Kanō Hōgai            | Seiko Tani (XIXe siècle) père de Kanō Hōgai            | Seiko Tani (XIXe siècle) père de Kanō Hōgai            |  |  | Tan-en XVIIIe – XIXe siècles apparenté au Kanō     | Tan-en XVIIIe – XIXe siècles apparenté au Kanō     | Tan-en XVIIIe – XIXe siècles apparenté au Kanō     | Tan-en XVIIIe – XIXe siècles apparenté au Kanō     | Tan-en XVIIIe – XIXe siècles apparenté au Kanō     | Tan-en XVIIIe – XIXe siècles apparenté au Kanō     |  |  |                                                         |                                                         |                                                         |                                                         |                                                         |                                                         |  |  |  |  |  |  |  |  |  |  |  |  |  |  |  |  |  |  |  |  |  |  |  |  |  |  |
|  |  |  |  |  |  |                                                        |                                                        |                                                        |                                                        |                                                        |                                                        |  |  | Gion Nankai (1676-1751) appelé Shōun père de Kazanobu | Gion Nankai (1676-1751) appelé Shōun père de Kazanobu | Gion Nankai (1676-1751) appelé Shōun père de Kazanobu | Gion Nankai (1676-1751) appelé Shōun père de Kazanobu | Gion Nankai (1676-1751) appelé Shōun père de Kazanobu | Gion Nankai (1676-1751) appelé Shōun père de Kazanobu |  |  | Kanō Isen (1775-1828) Fils de Kanō Korenobu                          | Kanō Isen (1775-1828) Fils de Kanō Korenobu                          | Kanō Isen (1775-1828) Fils de Kanō Korenobu                          | Kanō Isen (1775-1828) Fils de Kanō Korenobu                          | Kanō Isen (1775-1828) Fils de Kanō Korenobu                          | Kanō Isen (1775-1828) Fils de Kanō Korenobu                          |  |  | Kanō Tōeki (?-1841) Fils présumé de Kanō Korenobu | Kanō Tōeki (?-1841) Fils présumé de Kanō Korenobu | Kanō Tōeki (?-1841) Fils présumé de Kanō Korenobu | Kanō Tōeki (?-1841) Fils présumé de Kanō Korenobu | Kanō Tōeki (?-1841) Fils présumé de Kanō Korenobu | Kanō Tōeki (?-1841) Fils présumé de Kanō Korenobu |  |  | Kanō Yōshin (1796-1846) Fils présumé de Kanō Korenobu | Kanō Yōshin (1796-1846) Fils présumé de Kanō Korenobu | Kanō Yōshin (1796-1846) Fils présumé de Kanō Korenobu | Kanō Yōshin (1796-1846) Fils présumé de Kanō Korenobu | Kanō Yōshin (1796-1846) Fils présumé de Kanō Korenobu | Kanō Yōshin (1796-1846) Fils présumé de Kanō Korenobu |  |  | Seiko Tani (XIXe siècle) père de Kanō Hōgai            | Seiko Tani (XIXe siècle) père de Kanō Hōgai            | Seiko Tani (XIXe siècle) père de Kanō Hōgai            | Seiko Tani (XIXe siècle) père de Kanō Hōgai            | Seiko Tani (XIXe siècle) père de Kanō Hōgai            | Seiko Tani (XIXe siècle) père de Kanō Hōgai            |  |  | Tan-en XVIIIe – XIXe siècles apparenté au Kanō     | Tan-en XVIIIe – XIXe siècles apparenté au Kanō     | Tan-en XVIIIe – XIXe siècles apparenté au Kanō     | Tan-en XVIIIe – XIXe siècles apparenté au Kanō     | Tan-en XVIIIe – XIXe siècles apparenté au Kanō     | Tan-en XVIIIe – XIXe siècles apparenté au Kanō     |  |  |                                                         |                                                         |                                                         |                                                         |                                                         |                                                         |  |  |  |  |  |  |  |  |  |  |  |  |  |  |  |  |  |  |  |  |  |  |  |  |  |  |
|  |  |  |  |  |  |                                                        |                                                        |                                                        |                                                        |                                                        |                                                        |  |  | Kanō Kazunobu XVIIIe siècle fils de Gion Nankai       | Kanō Kazunobu XVIIIe siècle fils de Gion Nankai       | Kanō Kazunobu XVIIIe siècle fils de Gion Nankai       | Kanō Kazunobu XVIIIe siècle fils de Gion Nankai       | Kanō Kazunobu XVIIIe siècle fils de Gion Nankai       | Kanō Kazunobu XVIIIe siècle fils de Gion Nankai       |  |  | Kanō-Eitoku Tatsunobu (1814-1891) Fils de Kanō Isen                  | Kanō-Eitoku Tatsunobu (1814-1891) Fils de Kanō Isen                  | Kanō-Eitoku Tatsunobu (1814-1891) Fils de Kanō Isen                  | Kanō-Eitoku Tatsunobu (1814-1891) Fils de Kanō Isen                  | Kanō-Eitoku Tatsunobu (1814-1891) Fils de Kanō Isen                  | Kanō-Eitoku Tatsunobu (1814-1891) Fils de Kanō Isen                  |  |  |                                                   |                                                   |                                                   |                                                   |                                                   |                                                   |  |  | Kanō Shōsen-in (1823-1880) Fils de Kanō Yōshin        | Kanō Shōsen-in (1823-1880) Fils de Kanō Yōshin        | Kanō Shōsen-in (1823-1880) Fils de Kanō Yōshin        | Kanō Shōsen-in (1823-1880) Fils de Kanō Yōshin        | Kanō Shōsen-in (1823-1880) Fils de Kanō Yōshin        | Kanō Shōsen-in (1823-1880) Fils de Kanō Yōshin        |  |  | Kanō Hōgai (1828-1888) Apparenté→                      | Kanō Hōgai (1828-1888) Apparenté→                      | Kanō Hōgai (1828-1888) Apparenté→                      | Kanō Hōgai (1828-1888) Apparenté→                      | Kanō Hōgai (1828-1888) Apparenté→                      | Kanō Hōgai (1828-1888) Apparenté→                      |  |  | Kanō Tambi (1823-1880) Fils de Tan-n               | Kanō Tambi (1823-1880) Fils de Tan-n               | Kanō Tambi (1823-1880) Fils de Tan-n               | Kanō Tambi (1823-1880) Fils de Tan-n               | Kanō Tambi (1823-1880) Fils de Tan-n               | Kanō Tambi (1823-1880) Fils de Tan-n               |  |  |                                                         |                                                         |                                                         |                                                         |                                                         |                                                         |  |  |  |  |  |  |  |  |  |  |  |  |  |  |  |  |  |  |  |  |  |  |  |  |  |  |

|  |  |  |  |  |  |  |  |  |  |  |  |  |  |  |  |  |  |  |  |  |  |  |  |  |  |  |  | Kanō Kagibashi XVIIIe – XIXe siècles dernier dirigeant connu de l'académie officielle du Shogunat |

## Origine
Au début du XVIe siècle, le Japon est toujours déchiré par les luttes entre féodaux, mais l'ouverture sur le monde extérieur lui assure  une enviable prospérité économique qui profite bien sûr à l'art. En 1582, le général Hideyoshi, militaire d'humble origine est le véritable unificateur du Japon. Il marque de sa personnalité la brève période Momoyama (du nom de l'une de ses résidences): ami des arts il confie la décoration de ses palais aux plus grands artistes du temps.
Trois siècles durant, le Japon connait une remarquable stabilité, mais la société, figée par la gestion conservatrice, se referme sur elle-même. L'esprit du Zen, qui a imprégné toute la période précédente, cède la place à un confucianisme étriqué qui marque jusqu'à la fin (1868) l'époque Tokugawa (dite époque Edo). L'art s'en ressent, bien que périodiquement des artistes rebelles à l'anticonformisme roboratif, se risquent à jeter sur le monde un regard neuf.
Toujours est-il que le style dominant, conforme aux goûts de la classe installée, incline désormais vers un maniérisme somptueux, dont la virtuosité est parfois lassante. Cette évolution, il est vrai, est dans l'air depuis déjà un certain temps: en fait depuis la fondation de ce qu'on appelle l'École Kanō (plusieurs dizaines de peintres, plus ou moins directement rattachés  à la même famille, portent ce nom).
Kanō Masanobu (1434-1530), l'ancêtre, qui vit presque centenaire, est le premier, à une époque où l'art du pinceau est le quasi-monopole des moines, à défendre un style d'esprit résolument laïc. Mais c'est au prix de la liberté. Les artistes désormais ne travaillent plus pour eux-mêmes, mais pour la cour du Shogun, où le grave Confucius ne tarde pas à détrôner l'insouciant Lao Tseu.
À la peinture intimiste des  moines zen, qui est dans l'ensemble restée au format raisonnable du kakemono, succède un art plus monumental (vastes paravents byôbu, peints par paires, larges portes coulissantes fusuma, plus décoratif surtout. L'influence chinoise cède du terrain : on en revient bientôt à une manière qui n'est pas sans rappeler le yamatoe de jadis et l'art des anciens emaki, mais largement stylisé, et surtout copieusement enrichi.
La lignée des  Kanō donne naissance à quelques artistes  authentiquement inspirés, qui savent marier avec habileté les impératifs de la nouvelle peinture et le prodigieux acquis de la période précédente. D'abord  Kanō Motonobu, fils de Masanobu, qui utilise le lavis d'encre avec une belle maîtrise. Ses traits incisifs, emploi fréquent de la couleur, sens du détail précieux, est portée à son plus haut point de virtuosité par  Kanō Eitoku,  Kanō  Tannyū et  Tannyū Naonobu, qui savent à l'occasion se rappeler la grande leçon des peintres des Song, dont le sens évite toute vulgarité.
Bien d'autres artistes sont entraînés dans leur sillage, qui n'ont pas à démériter :  Tōhaku (1539-1610), l'immortel auteur du Bois de pins et le baroque Terutada Shikibu (1e moitié du XVIe siècle), et bien d'autres.

## Biographies

Kano Hideyori

Biographies succinctes

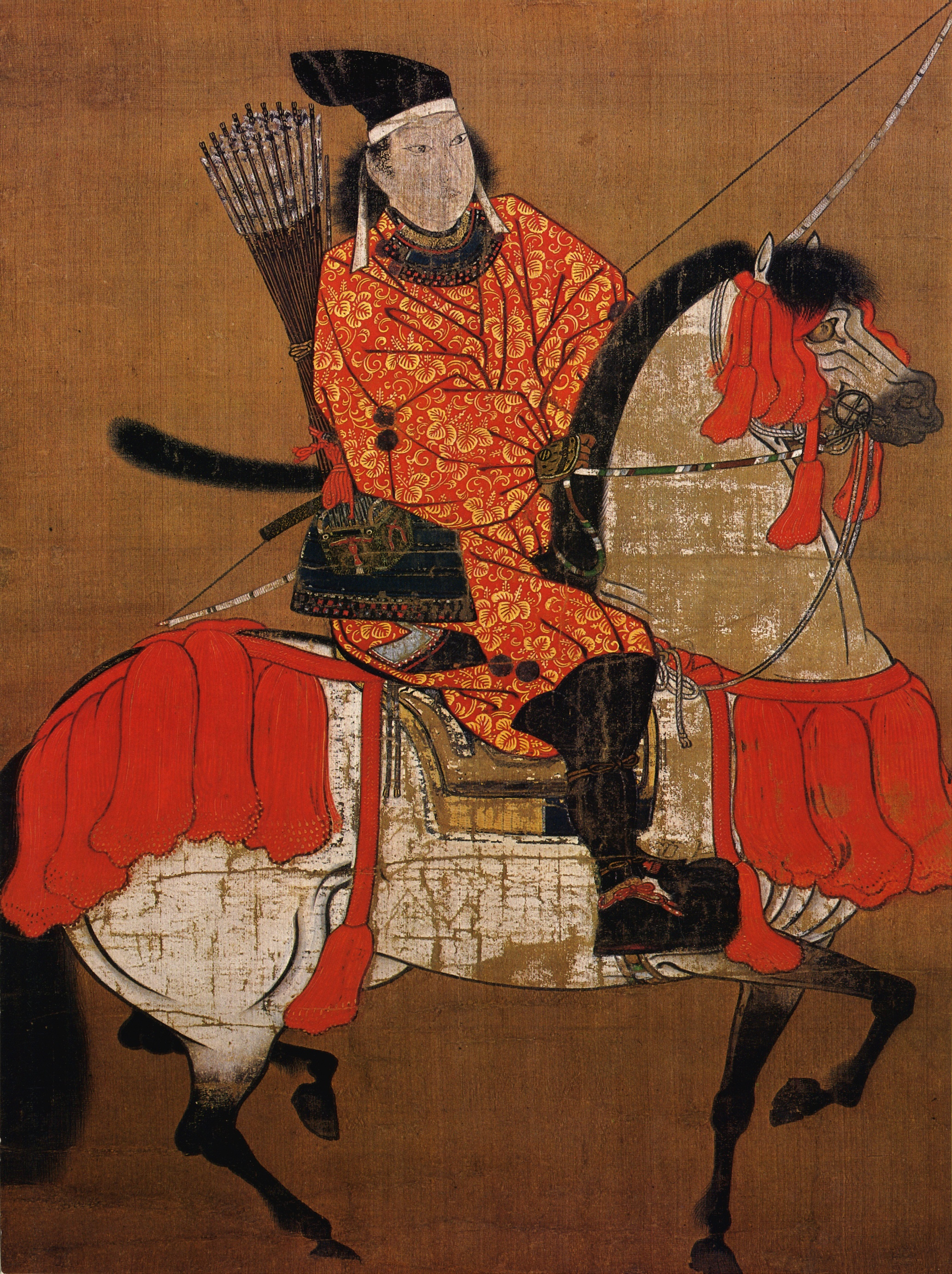
Kanō Masanobu

- Kanō Kagenobu, originaire de la Province d'Izu. Actif au début du XVe siècle. Père du célèbre  Kanō Masanobu fondateur de l'École Kanō[1].
- Kanō Masanobu,surnom: Shirojirō, nom de pinceau: Yûsei, né en 1434, mort en 1530.

Parmi les diverses tendances qui essayent, aux XVe et XVIe siècles, d'assimiler la nouvelle technique du lavis, venue de Chine, l'École Kanō est celle qui a la plus grande portée historique. Issu d'une petite famille de guerriers du village de Kanō dans la Province d'Izu, Kanō Masanobu, fondateur de l'École, vient à Kyōto et entre au service du Shogun.
- Kanō Motonobu, nom familier: Shirojirō, noms de pinceau: Eisen et Gyokusin, né en 1476, mort en 1559.

Fils de  Kanō Masanobu, Motonobu semble avoir dominé le monde artistique de son époque, en donnant une base solide à l'École Kanō, du point de vue artistique et social. C'est vraisemblablement avec son père qu'il s'initie à la peinture.
- Kanō Yukinobu, surnom: Utanosuke, nom de pinceau: Mōin, né en 1513, mort en 1575.

Frère cadet de Kanō  Motonobu  et fils de  Kanō Masanobu. Il collabore avec son frère Motonobu aux nombreux travaux de décoration entrepris dans les temples de Kyōto.
- Kanō Hideyori,  mort en 1557.

Fils de Kanō Motonobu et disciple de son père, il vit à Kyōto.

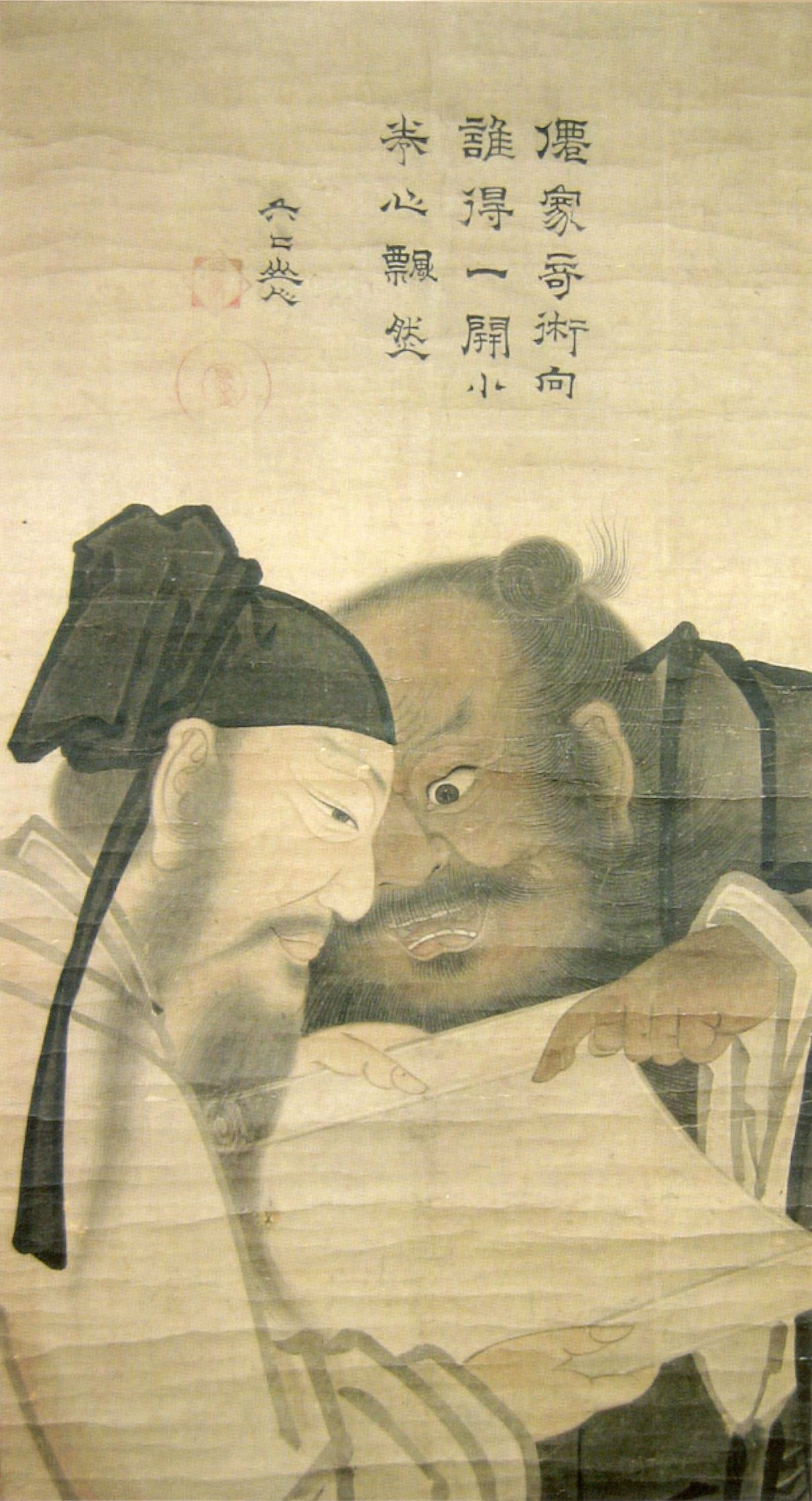
Kano Munenobu ?

- Kanō Munenobu, surnom: Shirojirō, nom de pinceau: Yûsei, et Yûsetsu, né en 1514, mort en 1562.

Disciple de Kanō Motonobu, il travaille dans l'atelier familial pour la cour Shogunale.
- Kanō Shōei, de son vrai nom Kanō Naonobu, surnoms: Genshichirō, Oinosuke, noms de pinceau: Shōei, né en  1519, mort en 1592.

Disciple de son père,  Kanō  Motonobu, il travaille dans l'atelier familial aux grandes décorations de temples et de palais entreprises par Motonobu. Il forme plus tard son fils, le futur Kanō Eitoku.
- Kanō Ichian,  mort vers 1590.

Il est probablement le père  de Kanō Ichiō et travaille au service du seigneur  Hōjō.
- Kanō Gen-Ya,  XVIe siècle.

Disciple et apparenté à la famille Kanō en tant que membre de l'École sinon fils présumé de Kanō Motonobu.
- Kanō Sōshū, de son vrai nom:  Kanō Suenobu, surnom : Jin No Suke, nom de pinceau : Shōshū, né en 1551, mort en 1601.

Disciple de son père Kanō Shōei, et de son frère Eitoku, il travaille avec ce dernier aux grandes décorations commandées par le Shogun.

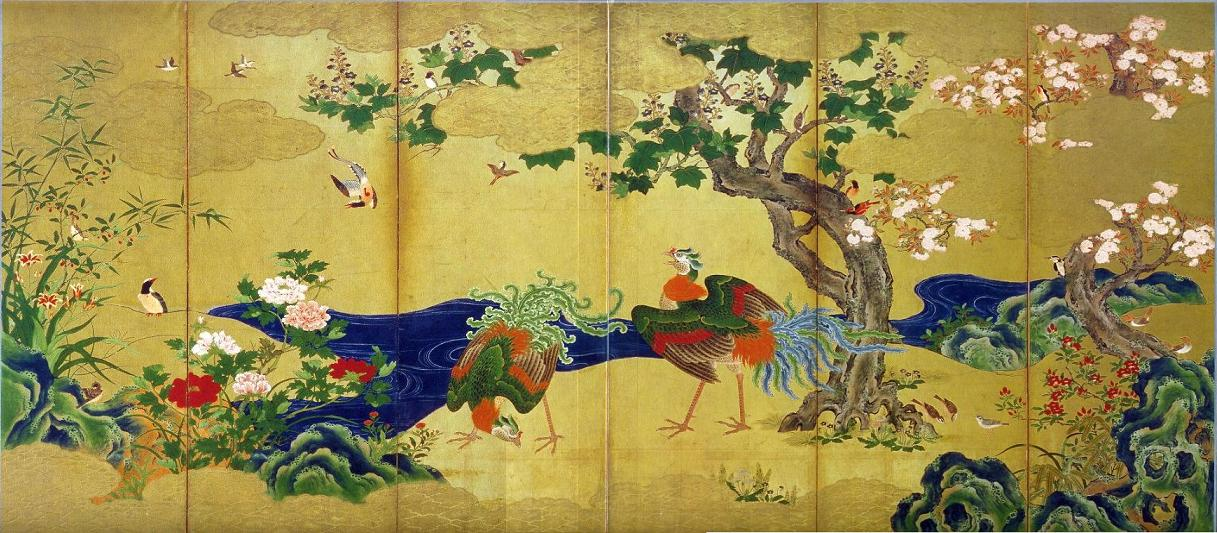
Kanō Eitoku

- Kanō Eitoku, de son vrai nom: Kanō Kuninobu, nom familier : Genjirō, nom de pinceau : Eitoku, né en 1543 dans la Province de Yamashiro, mort en   1590.

Eitoku est l'incarnation de l'époque Momoyama au cours de laquelle des guerriers tels Nobunaga et Hideyoshi, hommes nouveaux et ambitieux, tentent d'unifier le pays et affirment leur prestige par la somptuosité de leurs demeures, décorées par Eitoku. Eitoku entame une brillante carrière sous la direction de son grand-père, Kanō Motonobu.
- Kanō Naganobu, surnom: Genshichirō, nom de pinceau: Kyūhaku, né en 1577, mort en 1654.

Frère cadet de Kanō Eitoku, il travaille dans l'atelier de ce dernier aux grand travaux de décoration des gouvernants Tokugawa.
- Kanō Ichiō, de son vrai nom Kanō Jūgō, surnom: Kuyzō, nom de pinceau: Ichiō, né en 1550, mort en 1617.

Il vit à Odawara et travaille au service du seigneur  Hōjō.

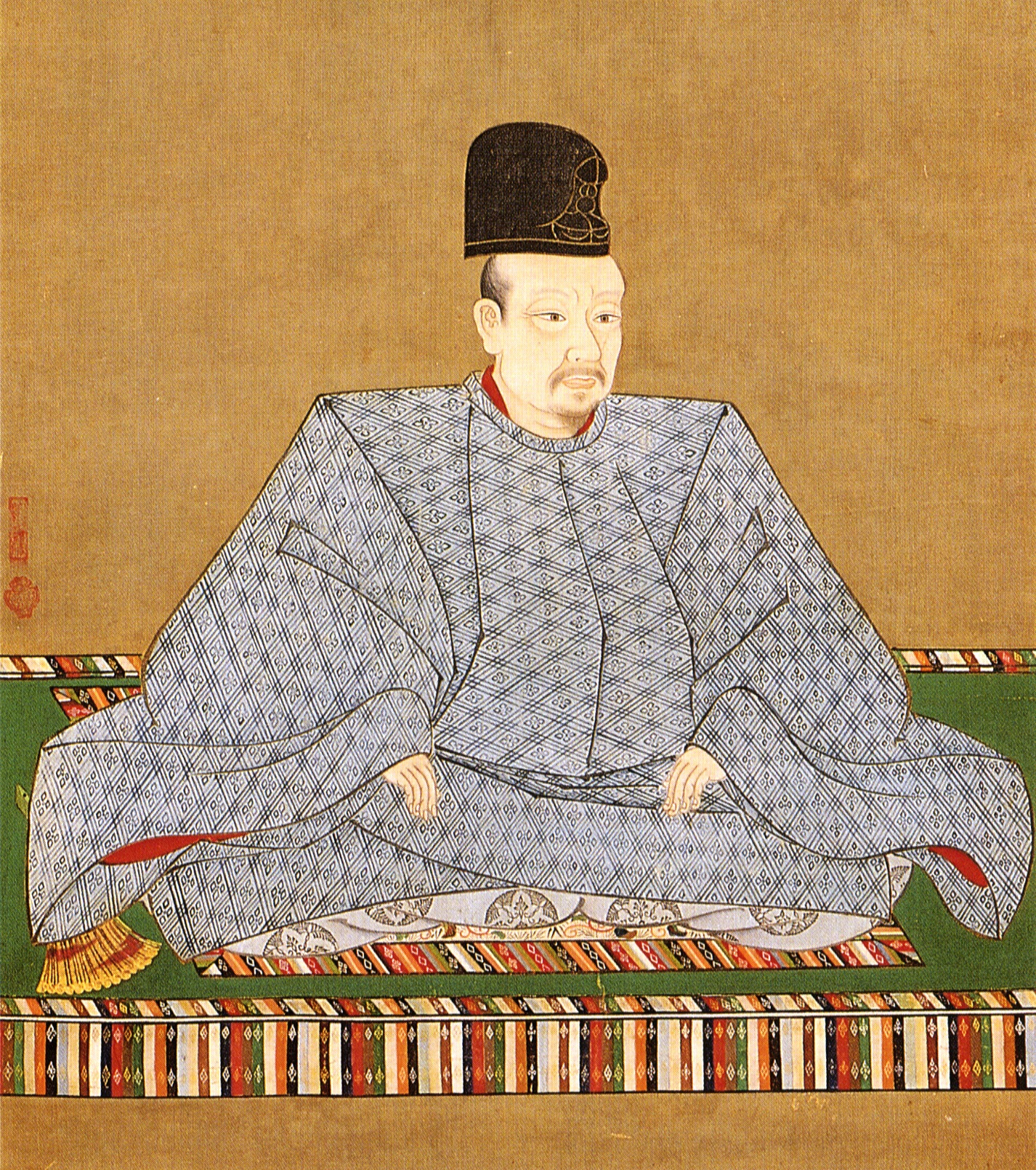
Kanō Takanobu

- Kanō Takanobu, surnom: UKonshōgen, né en  1571, mort en 1618. XVIe – XVIIe siècles. Japonais. Peintre. École Kanō.

Disciple de son père Kanō Eitoku, il travaille avec lui aux grandes décorations commandées par les shogun à l'atelier Kanō à Kyōto.
- Kanō Mitsunobu,  surnom: Ukiyōnoshin, né en  1565, mort en 1608.

Disciple de son père Kanō  Eitoku, il participe, avec les élèves de ce dernier, aux grandes décorations de la fin du XVIe siècle.

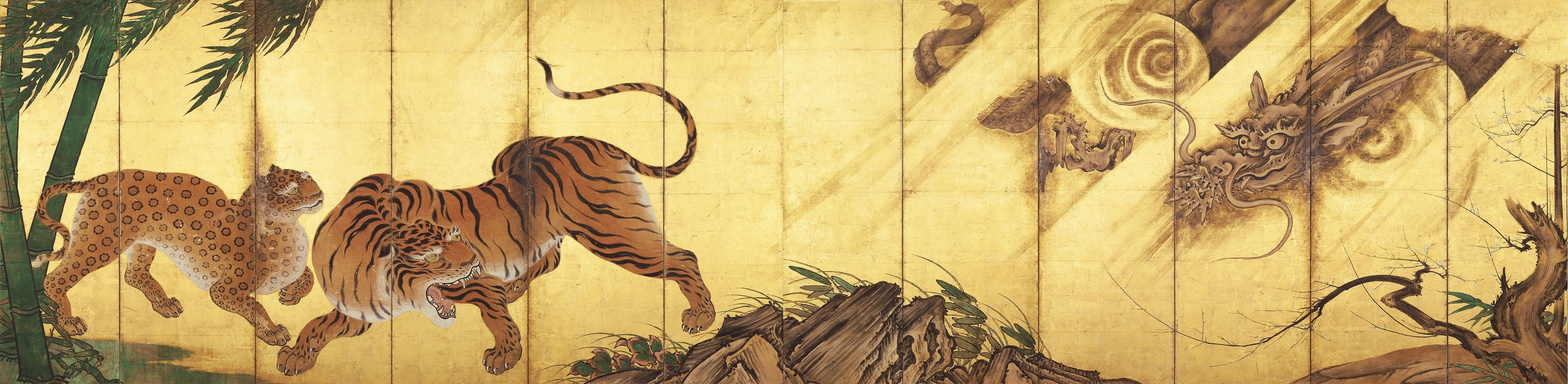
Kanō Sanraku

- Kanō Sanraku, de son  vrai nom Kanō Mitsuyori,  surnoms: Heizō et Shuri, nom de pinceau: Sanraku, né en 1559 à Ōmi, mort en 1635.

Fils du peintre (Kimura Nagamitsu?), il est adopté par son maître, Kanō Eitoku dont il est le disciple favori. En 1608, avec Kanō Sadanobu, il est à la tête de l'atelier familial et c'est sans doute l'artiste qui illustre le mieux la seconde partie de l'époque Momoyama, à  Kyōto.
- Kanō Shūshin XVIIe – XVIe siècles.

Shūshin n'est pas membre de École Kanō, mais il est mentionné en tant que  père de Kanō Eisen.

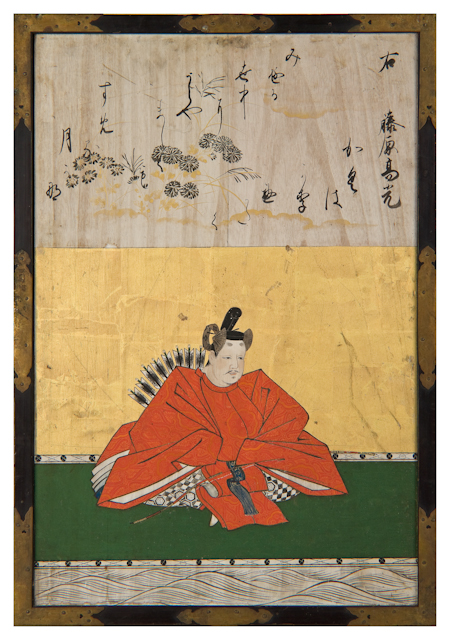
Kanō Yasunobu

- Kanō Yasunobu, surnoms: Shirojirō et Genshirō, noms de pinceau: Eishin, Bokushinsai, Seikanshi et Ryōfusai, né  en 1613, mort en 1685. Peintre d'animaux. Dessinateur.

Fils de Kanō Takanobu et frère cadet de Kanō Tannyū, il travaille dans l'atelier de ce dernier, devenu académie officielle du nouveau shogunat d'Edo. Il travaille avec Tannyū à la décoration du château de Nijō à Kyōto.

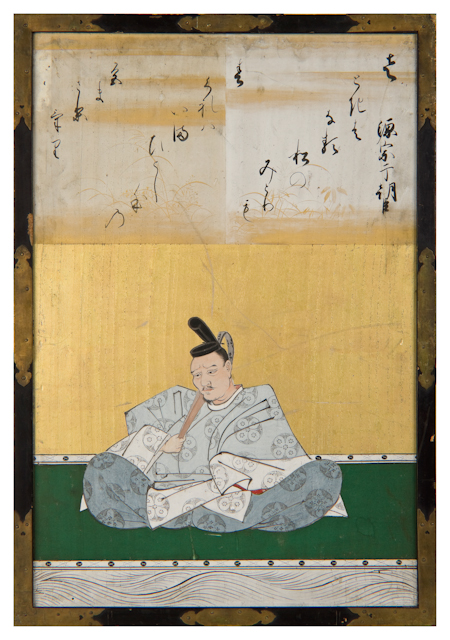
Kanō Naonobu

- Kanō Naonobu, surnom: Shume, nom de pinceau: Jitekisai, antérieurement Kazunobu ou Lyenobu, né en 1607, mort en 1650.

Fils de Kanō Takanobu, frère de Kanō Tannyū et de Kanō Yasunobu, il prend avec ces deux derniers la tête de l'atelier du nouveau shogunat  d'Edo. Il a un rôle important dans la décoration du château de Nijō, à Kyōto, sous la direction de son frère Tannyū.

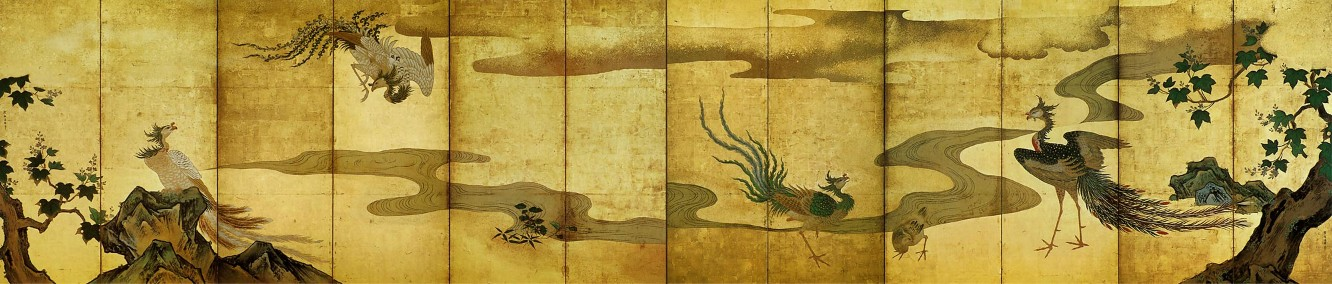
Kanō Tannyū

- Kanō Tannyū, de son  vrai nom Kanō Morinobu, surnoms: Shirojirō et Uneme, noms de pinceau:  Tannyū, Byakurenshi, Hippōdaikoji et Seimei, né en 1602, mort en 1674. Peinture de genre, animaux, compositions murales.

Fils ainé de Kanō Takanobu et petit-fils de Kanō Eitoku,  Tannyū prend la tête, avec ses frères, de l'académie officielle du nouveau shogunat d'Edo. L'un de ses meilleurs disciples est Kusimi Morikage.
- Kanō Kōi, surnom: Chūri,  mort en 1636.

Disciple de son père,  Kanō Mitsunobu, il travaille dans l'atelier de son père, puis de son frère Sadanobu.
- Kanō Sadanobu, né en  1597, mort en 1623.

Fils de Kanō Mitsunobu, il succède à ce dernier à la direction de École Kanō.
- Kanō Sansetsu, de son  vrai nom Kanō Heishiro, surnom: Nui No Suke, noms de pinceau: Sansetsu, Dasokuken, Shōhaku-Sanjin et Tōgenshi, né en 1590 à Hizen, mort en 1651.

Disciple de son père adoptif, Kanō Sanraku, Sansetsu succède à celui-ci à la tête de l'atelier Kanō de Kyōto. Ils travaillent ensemble aux peintures murales du sanctuaire Tenkyū-in du temple Myōshin-ji à Kyōto, de 1631 à 1635.
- Kanō Minenobu, noms de pinceau: Zuizen et Zakuryūsai, né en 1662, mort en 1708. XVIIe siècle.

Membre de la famille Kanō de Kobikichō à Edo.

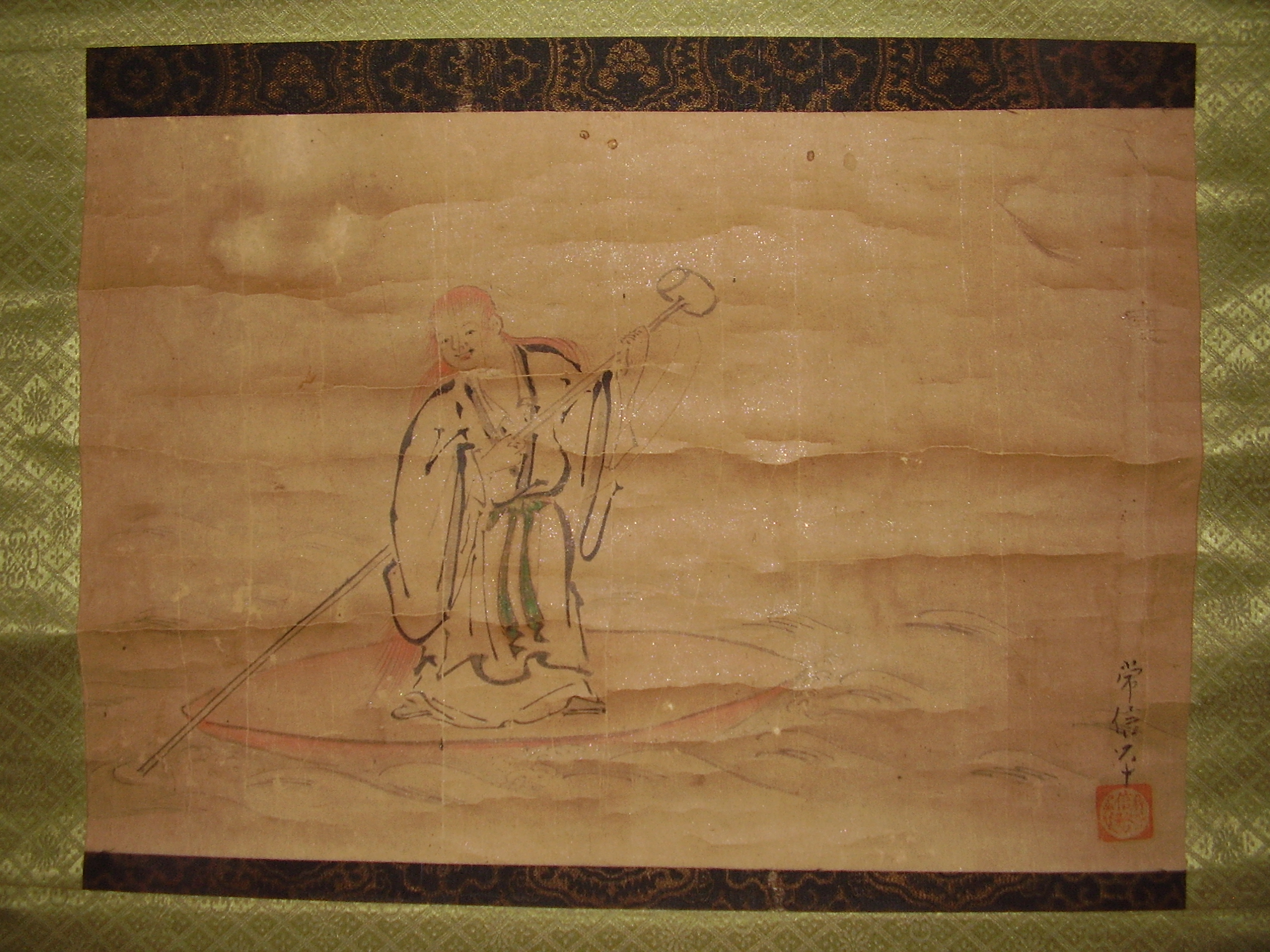
Kanō Tsunenobu 1636-1713

- Kanō Tsunenobu, surnom: Ukon, noms de pinceau: Yoboku, Seihakusai, Kosensō, Kōkensai, Shibiō, Kanunshi, Bokusai, Kōcho-Sanjin, Rōgōken, Sen-Oku, né en 1636, mort en 1713.

Disciple de son père, Kanō Naonobu, il prend la succession de l'atelier Kanō de Kobiki-chō à Edo.
En décembre 1709, il exécute la décoration des portes à glissière du palais impérial d'Edo. Il est attaché comme peintre au palais impérial Sentō (palais de l'empereur retiré).
- Kanō Tōun, de son  vrai nom  Kanō Masunobu, surnom: Uneme, noms de pinceau: Tōun, Hakuyūken, Sōshindō et Shōinshi, né en 1625, mort en 1694.

Disciple de son père adoptif, Kanō Tannyū, il participe à la fondation de l'atelier Kanō à Surugadai-chō à Edo.
- Kanō Kōya, surnom: Ri-Emon et Gyōbu,  mort en 1672.

Fils et disciple de  Kanō Kōi, il travaille au service su seigneur de Mito.
- Kanō Einō,  de son vrai nom: Kanō Yoshinobu,  surnoms: Hakuju, Nuinosuke, noms de pinceau: Einō, Ichiyōsai, Baigaku, Sojunken, sansei et Kyoō, né en 1634, mort en 1700. Actif à Kyōto.

N'est pas membre de l'École Kanō, mais travaille pour cette dernière.
Fils de Kanō Sansetsu et petit-fils de  Kanō Sanraku, peintre lettré de l'École Kanō, il laisse l'un des premiers ouvrages biographiques, le Honchō-gashi (vie des Peintres japonais).
- Kanō Tōshun, de son vrai nom: Kanō Fukunobu, noms de pinceau: Tōshun et Shuseisai, mort en 1723.

Disciple de son beau-père, Kanō Tōun et petit-fils de Kanō Tannyū, il est le second peintre de l'atelier Kanō de Surugadaichô à Edo.
- Kanō Eisen, de son vrai nom  Kanō Koshin, surnom: Shōzaburō, nom de pinceau: Eisen, né en 1696, mort en 1731.

Élève de son père Shūshin, il vit et travaille à Edo. C'est le quatrième peintre Kanō de l'atelier de Kobikichō.
- Kanō Tōshun Yoshinobu , de son vrai nom: Kanō  Yoshinobu, surnom: Sanshirō, nom de pinceau: Tōshun, né en 1747, mort en 1797.

Quatrième peintre de l'atelier Kanō  de Surugadaichō à Edo.
- Kanō Sukenobu, noms de pinceau: Eisen II et Hakugyokusai, né en  1730, mort en 1790.

Élève de (Sekiho actif dans la seconde moitié du XVIIIe siècle), il est le cinquième peintre de l'atelier Kanō de Kobikichō à Edo.
- Kanō Korenobu, de son vrai nom Fugiwara Korenobu, XVIIIe siècle. Japonais. Peintre.

Il n'est pas membre de l'École Kanō, mais apparenté en tant que  père de Kanō Isen.
- Gion Nankai, de son vrai nom: Gion Yu, surnom: Hakugyoku, nom familier: Yoichiro, noms de pinceau: Nankai, Tekkandōjin, Shōun, né en 1676, mort en 1751. École Nanga.

Gion n'est pas membre de l'École Kanō, mais apparenté en tant que père de Kanō Kazunobu.
Peintre lettré de Wakayama, dans la presqu'île de Kii, Gion est un de ces premiers adeptes de cette peinture à l'encre venue de Chine au début du XVIIIe siècle, par l'intermédiaire d'albums d'images.
- Kanō Kazunobu, surnom: Kumenosuke, noms de pinceau: Chinsshidō, Hakushisō, Hakusanyajien, Shōunsai-Risski. Actif vers 1740.

Disciple de son père   ( Shōun) Gion Nankai, il travaille au service du seigneur de Tsukushi.
- Kanō Isen, de son  vrai nom Kanō Eishin, noms de pinceau:  Isen et Genshōsai, né en 1775, mort en 1828.

Disciple de son père, Kanō Korenobu, c'est le sixième peintre de l'atelier Kanō de Kobikichō à Edo.
- Kanō Tōeki, de son vrai nom: Kanō  Harunobu, nom de pinceau: Tōeki,  mort en 1841.

C'est le sixième peintre de l'atelier Kanō de Surugadai-chō à Edo.
- Kanō Yōshin, surnom: Shōzaburo, noms de pinceau: Seisen-in, Kaishin-Sai et Gyokusen, né en  1796, mort en  1846.

Il travaille dans l'atelier Kanōde Kobikichō à Edo.
- Seikō Tani, surnom: Tani, XIXe siècle. Actif dans la région d'Osaka vers 1810-1820. Japonais. Peintre. Dessinateur. Graveur.

Il est aussi connu comme commanditaire de livres illustrés et de surimono (estampe à tirage limité tenant lieu de carte de vœux ou de faire-part), publiés à Osaka.
- Tan-en,  XIXe siècle.

Ne figure, apparemment pas, parmi les membres de École Kanō, mais apparenté en tant que père de Kanō Tambi.
- Kanō Eitoku, Tatsunobu, de son vrai nom Kanō Tatsunobu, noms de pinceau: Eitoku, Seitsusai, né en 1814, mort en 1891.  Actif à Tōkyō.

Il n'est pas membre de l' École Kanō, mais apparenté à la famille en tant que fils  de Kanō Isen. Il est membre du Comité Impérial des Beaux-Arts.
- Kanō Shōsen-in, de son vrai nom: Kanō Masanobu, noms de pinceau: Shōsen-in, Soshōsai, Shōko, né en 1823, mort en 1880. École Kanō.

Disciple de son père,  Yōshin, il dirige l'atelier Kanō de  Kobikichō à Edo.

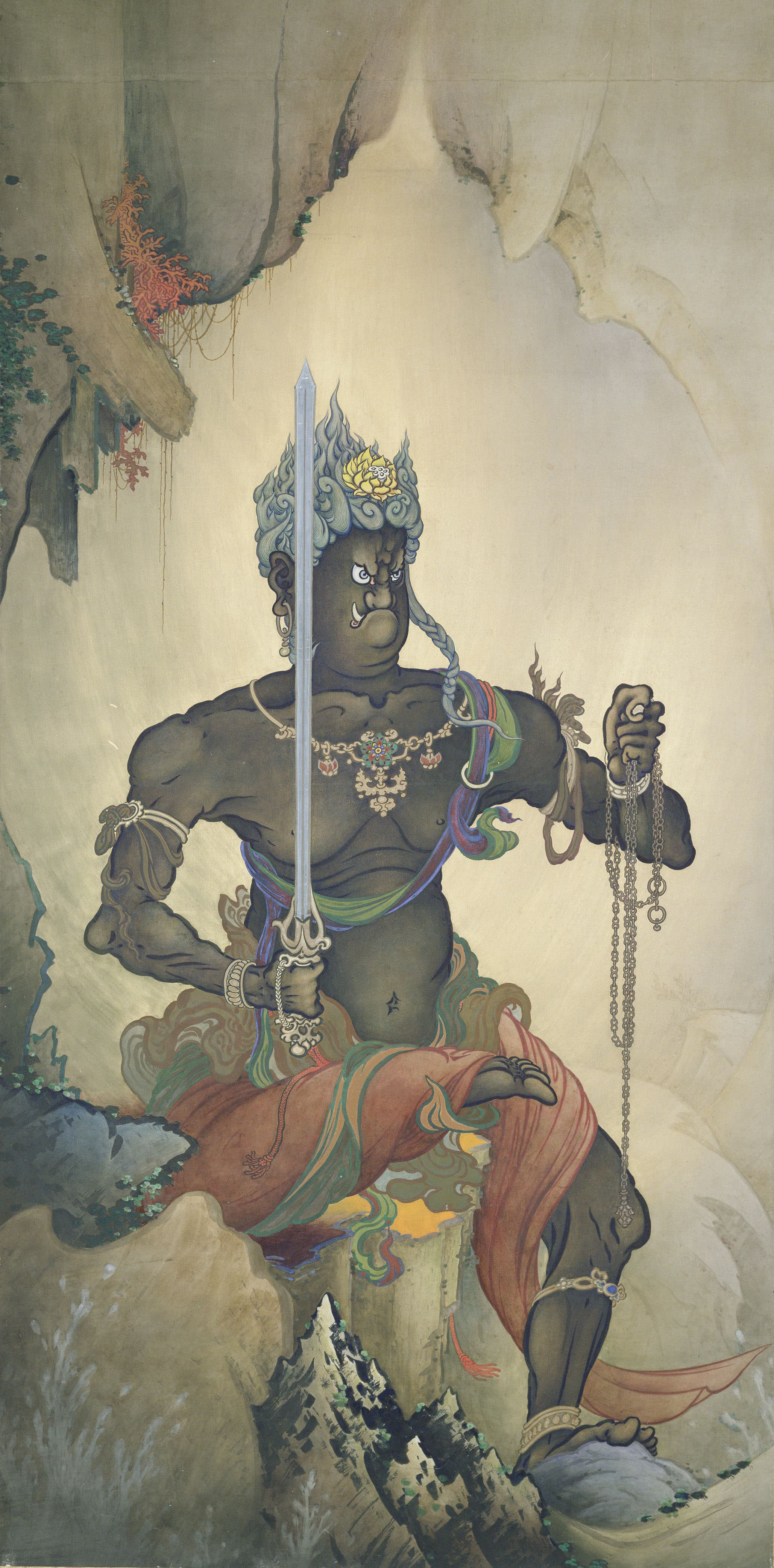
Kanō Hōgai

- Kanō Hōgai de son   vrai nom Kanō Enshin, nom de pinceau: Ehshin, né en 1828 à Shimonoseki, mort en  1888.

Fils de Kanō Seiko et élève de Kanō Shōsen-in, très jeune il s'intéresse à la poésie chinoise, au théâtre Nô. Il s'essaie à divers styles de peintures sans faire partie de École Kanō, alors que par ses proches, il vit dans cette ambiance.

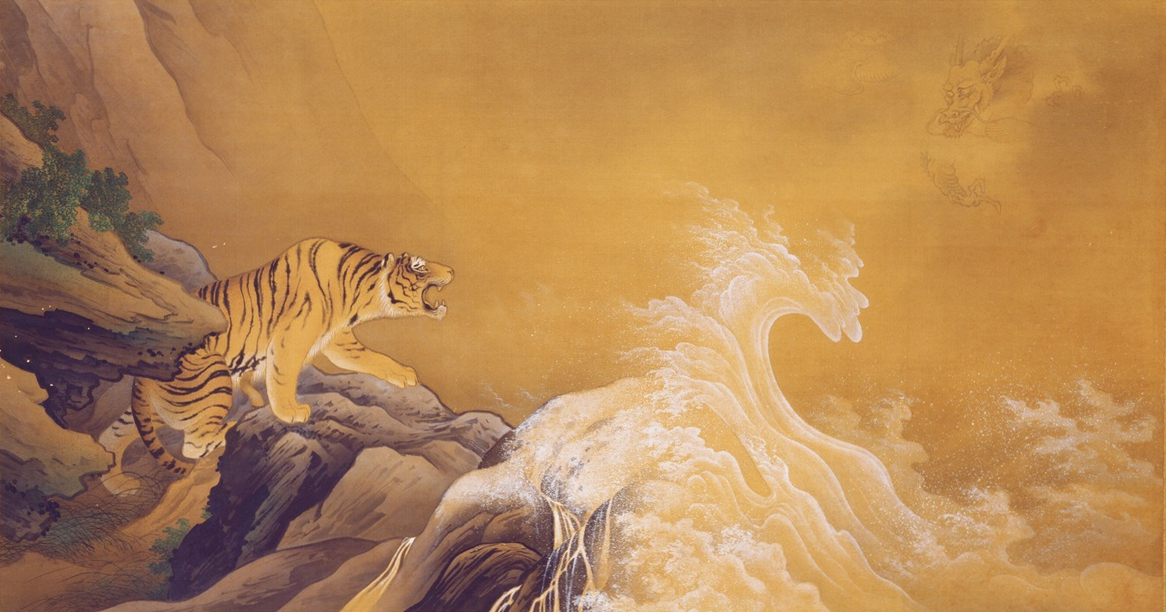
Hashimoto Gahō

- Hashimoto Gahō, 1835-1908. Élève de Kanō Shōsen'in et de Kanō Hōgai. Participe à la création, en 1884, de la Tōkyō Bijutsu Gakkō, actuellement l'Université des arts de Tokyo et, en 1898, de l'Institut japonais des Beaux-Arts (日本美術院?), Nihon Bijutsuin.

- Kanō Tambi, de son  vrai nom Kanō Moritaka, nom de pinceau: Tambi, né en 1840, mort en 1893. Japonais. Peintre. Fait partie de la famille Kanō de par son nom, reste à définir s'il a été membre de École Kanō.

Élève de son père  Tan-en, il se spécialise dans les représentations de paysages, de fleurs et d'oideaux dans le style Japonais. Il vit à Tōkyō.

### Autres
- Kanō Minoru né en 1930 à Tōkyō. Sculpteur.
- Kanō Mitsuo né en 1933 à Tōkyō. Graveur. Illustrateur.